# زوفنژان
شهر زوفنژان  در بخش زوفنژان در ایالت ارگو در کشور سوئیس واقع شده‌است که ۱۰٬۳۴۹ نفر  جمعیت دارد.

## نگارخانه

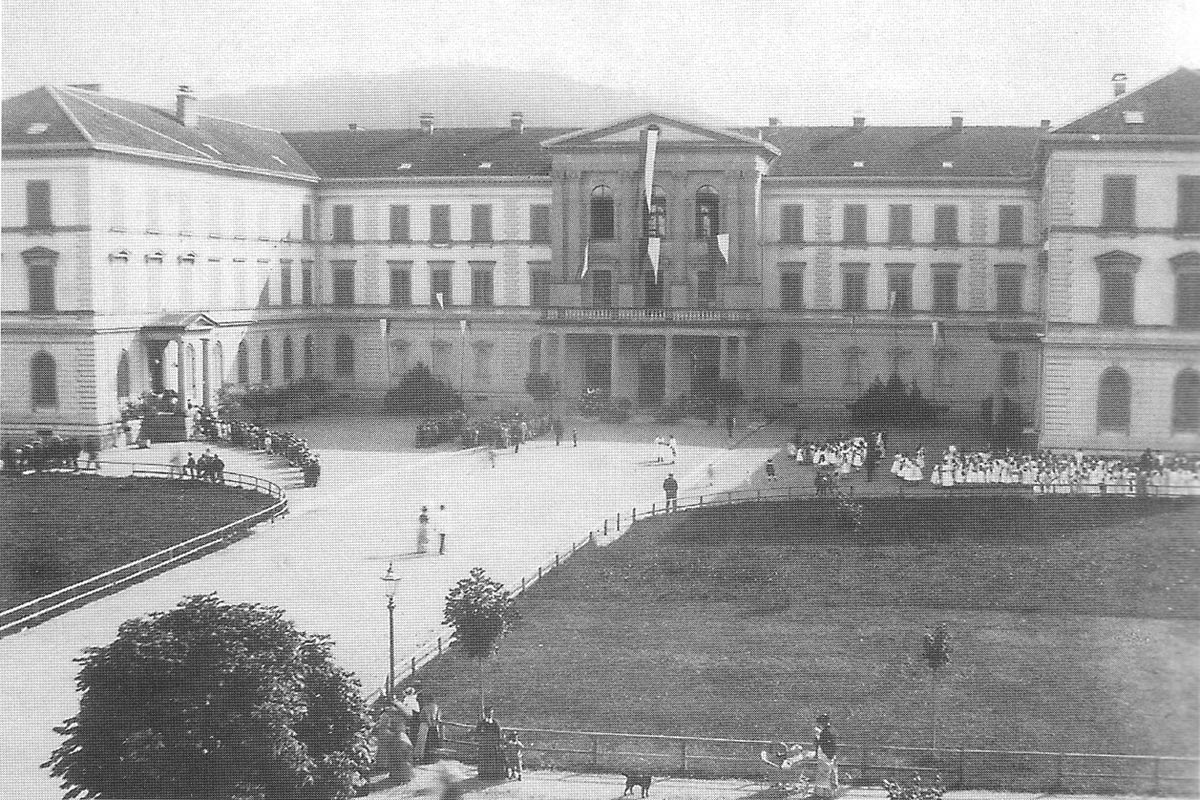
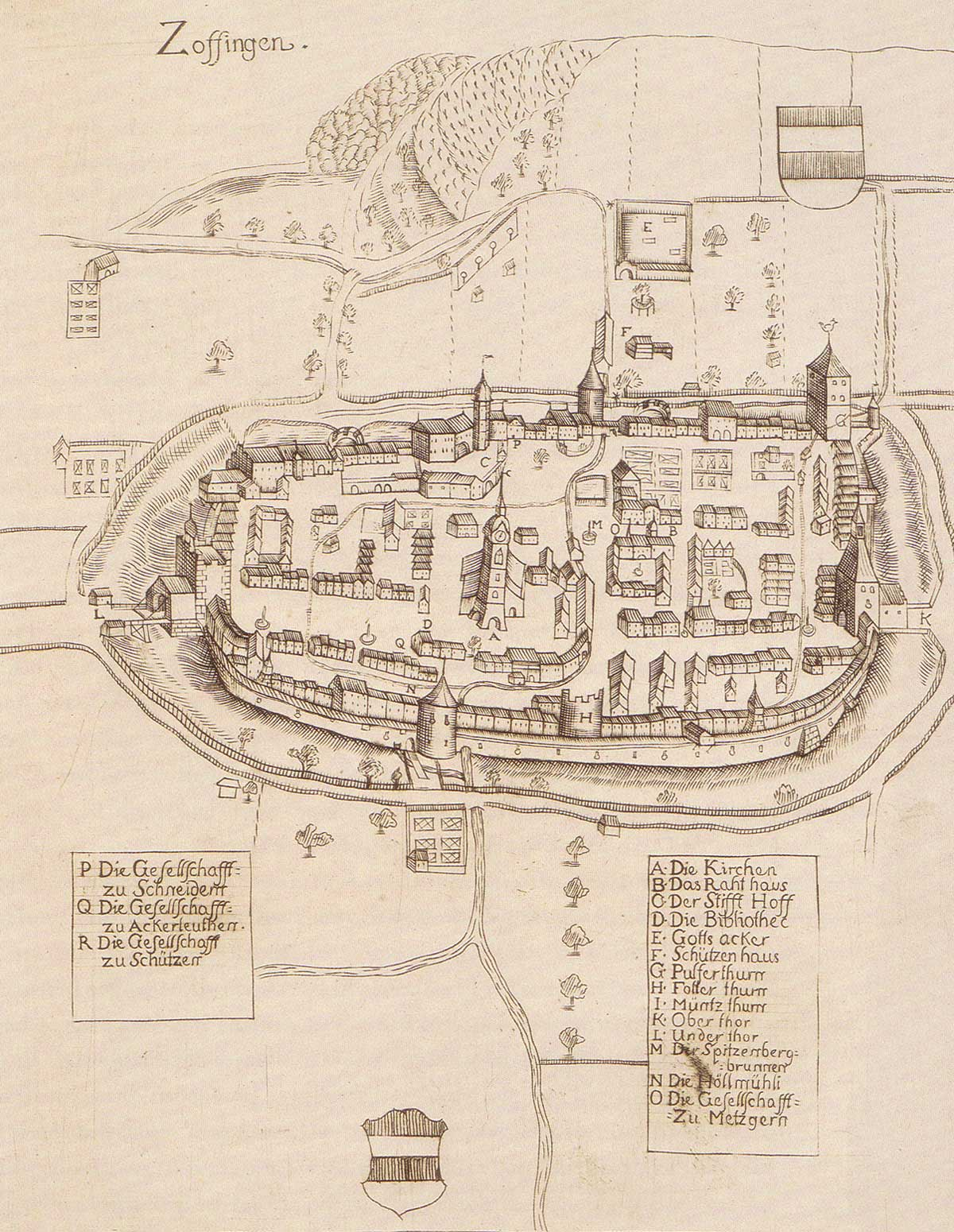